# Shinkot
Shinkot è un centro abitato dell'Afghanistan situato nella provincia del Ghowr; è capoluogo del distretto di Pasaband e si trova a quota 2.566 m s.l.m.